# Cuchi
 Cuchi  es una comuna y también un municipio (Concelho de Cuchi) de la provincia de Cubango, en el sureste de Angola, región fronteriza con Namibia y Zambia.

## Geografía
Situada 81 km al oeste de Menongue está bañada por el río Cuchi, afluente del Cubango. El término tiene una extensión superficial de 10 621 km² y una población de 62 873 habitantes.
Linda al norte el municipio de Chitembo (Bié); al este con el de Menongue; al sur con la provincia de Cunene, municipio de Cuvelai; y al oeste con el de Cuvango (Huila).

## Comunas
Este municipio agrupa cuatro comunas:
- Cuchi.[3]
- Cutato.[4]
- Chinguanja.[5]
- Muila (Vissati)

## Economía
Agricultura de subsistencia con importantes pastos para ganado vacuno.

## Comunicaciones
Estación del ferrocarril de Namibe.